# Sony Ericsson M600

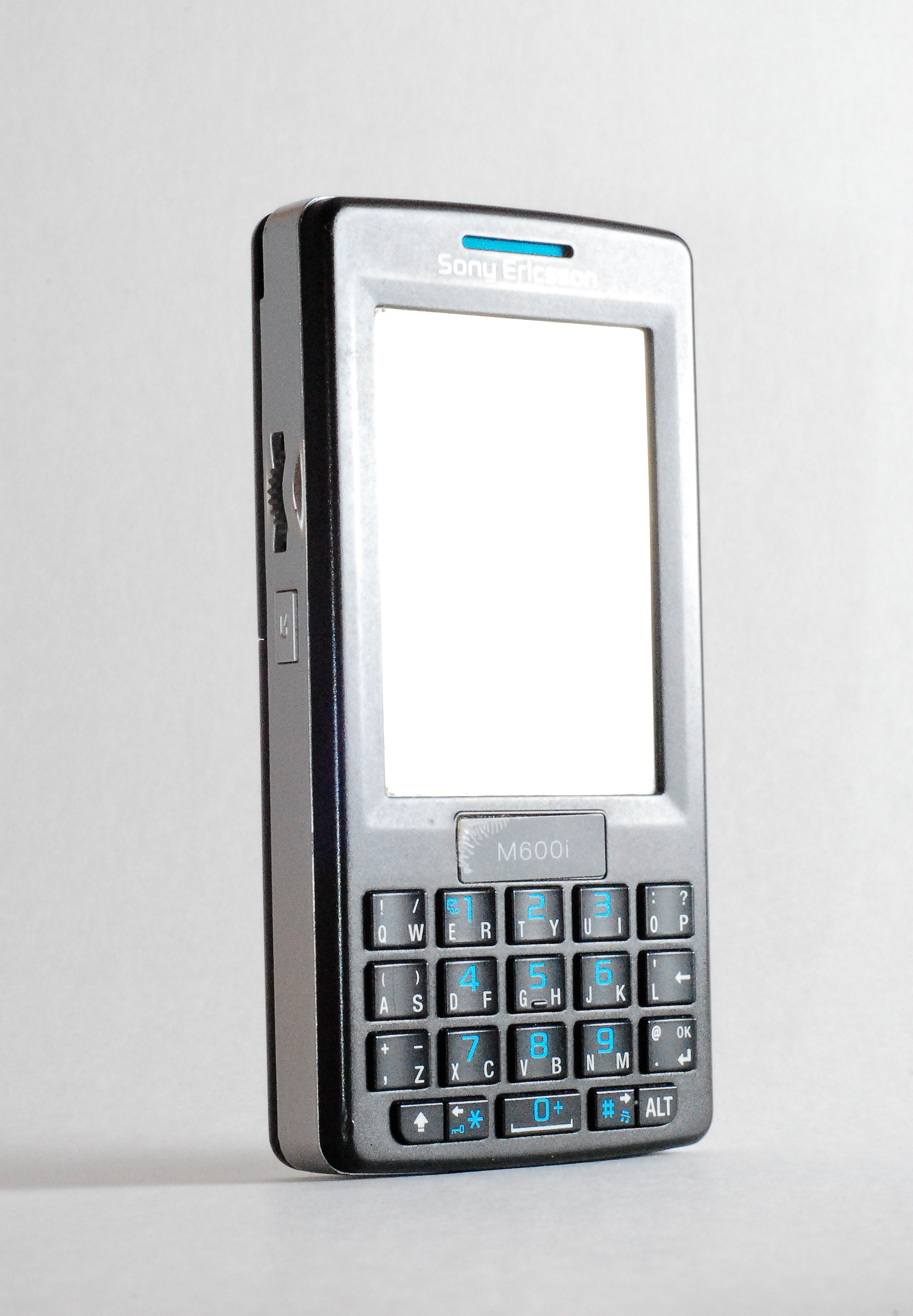
Sony Ericsson M600.

Sony Ericsson M600, även M600i och M608c, var en mobiltelefon för tredje generationens mobiltelefoni med pekskärm och tangentbord, främst riktad till företag.
M600i var Sony Ericssons första telefon som använde gränssnittet Symbian UIQ 3.0. Till skillnad från de flesta mobiltelefonerna vid tidpunkten för telefonens lansering, saknades kamera i M600. Detta kunde dock anses vara till fördel ur säkerhetssynpunkt då allt fler företag börjat förbjuda fotografering. M600 var den första telefonen som använde minneskort av typen Memory Stick Micro eller M2. Telefonen presenterades av Sony Ericsson 6 februari 2006 och var den första produkten i M-serien.
M600i var en av få modeller från Sony Ericsson som gick att använda Ad-Hoc Bluetooth Pan på, som innebär att det gick att surfa via en PC:s internet-uppkoppling.
Mobiltelefonen figurerade i James Bond-filmen Casino Royale. Karaktären Vesper Lynd, spelad av den franska skådespelerskan Eva Green, bar på en telefon av modell M600.

## Specifikationer

### Huvudegenskaper
- Pekskärm
- Tangentbord
- Push e-mail

### Display
- 262 144 färgers TFT
- 240x320 pixel

### Ljud
- 40 stämmors polyfoniskt

### Minne
- 80 MB inbyggt
- Memory Stick Micro (M2)

### Nät
- GSM 900
- GSM 1800
- GSM 1900
- UMTS

### Mått och vikt
- 107x57x15 mm
- 112 g

### Färger
- Granite Black
- Crystal White